# Arrondissement Turnhout
Arrondissement Turnhout är ett arrondissement i Belgien. Det ligger i provinsen Antwerpen och regionen Flandern.

## Kommuner
Följande kommuner ingår i arrondissementet;

- Arendonk
- Baarle-Hertog
- Balen
- Beerse
- Dessel
- Geel
- Grobbendonk
- Herentals
- Herenthout
- Herselt
- Hoogstraten
- Hulshout
- Kasterlee
- Laakdal
- Lille
- Meerhout
- Merksplas
- Mol
- Olen
- Oud-Turnhout
- Ravels
- Retie
- Rijkevorsel
- Turnhout
- Vorselaar
- Vosselaar
- Westerlo